# Pseudophilautus fulvus
Pseudophilautus fulvus é uma espécie de anfíbio da família Rhacophoridae.
É endémica do Sri Lanka.
Os seus habitats naturais são: plantações, jardins rurais e florestas secundárias altamente degradadas.
Está ameaçada por perda de habitat.